# Tournefortia chinchensis
Tournefortia chinchensis är en strävbladig växtart som beskrevs av Ellsworth Paine Killip. Tournefortia chinchensis ingår i släktet Tournefortia och familjen strävbladiga växter. Inga underarter finns listade i Catalogue of Life.